# Сен Памфил (Квебек)
Сен Памфил (фр. Saint-Pamphile) је град у Канади у покрајини Квебек. Према резултатима пописа 2011. у граду је живело 2.685 становника.

## Становништво
Према резултатима пописа становништва из 2011. у граду је живело 2.685 становника, што је за 0,7% мање у односу на попис из 2006. када је регистровано 2.704 житеља.
| 2006. | 2011. |
| ----- | ----- |
| 2.704 | 2.685 |